# Doicholobosa
Doicholobosa is een geslacht van rechtvleugeligen uit de familie sabelsprinkhanen (Tettigoniidae). De wetenschappelijke naam van dit geslacht is voor het eerst geldig gepubliceerd in 2017 door Bian, Zhu en Shi.

## Soorten
De volgende soorten zijn bij het geslacht ingedeeld:
- Doicholobosa complanatis  Bian, Zhu & Shi, 2017[1]
- Doicholobosa nigrovittata (Liu & Bi, 1994)
- Doicholobosa rotundata Bian, Zhu & Shi, 2017[1]